# سعد الدين (الشغادرة)

تعديل مصدري - تعديل

سعد الدين هي إحدى قرى عزلة المسواح بمديرية الشغادرة التابعة لمحافظة حجة، بلغ تعداد سكانها 465 نسمة حسب تعداد اليمن لعام 2004.